# Geisterjäger John Sinclair
Geisterjäger John Sinclair est une série d'horreur allemande, écrite par Jason Dark qui existe depuis 1973 et qui contient plus que 1 800 épisodes. Jusqu'au numéro 183 de la série, certains autres auteurs avaient également écrit 55 épisodes de la série avant que Jason Dark devienne le seul auteur. Traduite dans d'autres langues, la série a été tirée à environ 200 millions exemplaires, ce qui fait de Jason Dark l'écrivain le plus lu en Allemagne et de Geisterjäger John Sinclair une des séries les plus répandues mondialement.
Jusqu'à présent, un nouvel épisode de la série sort chaque semaine en kiosque à un prix peu élevé, tandis que les vieux épisodes ont été réimprimés et reproduits de nombreuses fois. Une courte série télévisée disponible en DVD, un jeu pour ordinateur, une série de livres-cassettes répandue et couronnée de succès, des spectacles et parodies théâtrales et de nombreux petits articles ont été développés sur la base de cette série.

## Développement
John Sinclair est créé en 1973 par l'auteur Helmut Rellergerd (alias Jason Dark). Sa première aventure, Die Nacht des Hexers (litt. : « La Nuit du Sorceleur ») (publiée le 13 juillet 1973), parait dans le tome 1 de la série de livrets Gespenster-Krimi édités par Bastei-Verlag. Après 50 épisodes du thriller fantôme, John Sinclair sort en tant que série de romans indépendants. Elle devient la série d'horreur allemande la plus réussie avec un rythme de publication hebdomadaire. Entre avril 1981 et avril 2007, en plus de la série de magazines, 312 livres de poche sont publiés au total. Au total, sept romans plus longs sont également publiés sous forme de livre classique, dont le livre relié Le retour de la peste noire. De nombreuses histoires sont traduites dans d'autres langues. Le principe de base est toujours une sorte de roman policier à la manière de Jerry Cotton, enrichi d' éléments d'horreur surnaturels.

## Univers
La série se déroule principalement à Londres, mais l'équipe de John Sinclair commence plus tard à faire des voyages dans d'autres pays, notamment l'Allemagne ou la France. Peu après, les aventures se déroulent un peu partout sur la planète, mais aussi sur des continents ou pays magiques comme Atlantis ou Aibon ou des univers parallèles comme l'empire des Grands Anciens ou l'Enfer. L'équipe de John Sinclair fait également des voyages dans le temps plus tard. Durant ces voyages, John Sinclair se rend compte qu'il représente entre autres la réincarnation de Salomon, Richard Ier d'Angleterre et Hector de Valois et qu'il est la dernière réincarnation dans le long combat entre les forces du bien et du mal qui devrait mener la bataille ultime.

## Personnages

### Alliés du bien (équipe de John Sinclair)
- John Sinclair, acteur principal, est un ancien étudiant en psychologie devenu un jeune inspecteur écossais et plus tard inspecteur principal au Scotland Yard à Londres. Il mesure 1,90 mètre et a des cheveux blonds. Il a en sa possession la croix d'Ézéchiel, son arme principale et la plus importante dans son combat contre le côté noir. Il est appelé le fils de la lumière et son destin est le combat contre les forces du mal.
- Suko, l'assistant et ami de John Sinclair, est un inspecteur chinois travaillant pour Scotland Yard. Il a en sa possession le fouet des démons comme arme principale. Il a appris plusieurs arts martiaux et est très robuste, mais d'une nature plutôt calme et même spirituelle.
- Shao est la petite amie de Suko. Elle est chinoise et une descendante et même la réincarnation de la déesse Amaterasu. Elle se fait donc souvent attaquer et kidnapper et vit donc longtemps séparément de Suko.
- Bill Conolly, journaliste, est le premier ami de John Sinclair et l'accompagne depuis sa toute première aventure.
- Sheila Conolly, une millionnaire, est la femme de Bill Conolly. Elle est très vivante, hectique et souvent inquiète pour sa famille et ses amis. Elle rencontre son futur mari lors d'une enquête de John Sinclair lors d'une de ses premières aventures qui se déroulait dans les alentours familiaux de Sheila.
- Johnny Conolly est le fils de Bill et Sheila et John Sinclair est son parrain. Il est le seul personnage qui vieillit littéralement dans la série. Vu qu'il est jeune, il est souvent vu comme le point faible dans les alentours de John Sinclair et de nombreux démons tentent de le capturer, ce qui est la raison pour laquelle Bill et Sheila ont établi des mesures de sécurité magiques dans et autour de leur résidence.
- Jane Collins, détective, est l'ancienne petite amie de John Sinclair. Elle avait changé de camp et était devenue une sorcière et un ennemi principal de John Sinclair. Dans une des aventures, John Sinclair avait réussi à libérer Jane Collins de sa malédiction et sauver sa vie et elle a alors rejoint les rangs de John Sinclair et ses amis. Sa relation avec celui ne s'est pas vraiment rétablie, mais les deux travaillent et passent beaucoup de temps ensemble. John Sinclair et ses amis profitent souvent des forces maudites cachées en Jane Collins et ses expériences après son séjour de sorcière.
- Sir James Powell est le chef de John Sinclair et Suko au Scotland Yard et s'occupe spécialement de leurs dossiers. Il a des contacts internationaux qui font voyager les deux inspecteurs autour de la planète et les dépannent souvent.
- Glenda Perkins, secrétaire, est une bonne amie et occasionnellement la maîtresse de John Sinclair.
- Will Mallmann, ancien ami de John Sinclair et agent secret allemand du BKA[Lequel ?] avant d'avoir été transformé en vampire. Il est ensuite devenu connu sous le nom de Dracula II et est devenu un des ennemis principaux de John Sinclair.
- Harry Stahl est un agent secret allemand qui aide John Sinclair dans ses aventures en Allemagne et en Europe. Il a pris le relais de Will Mallmann.
- Dagmar Stahl est une agente secrète allemande qui aide John Sinclair dans ses aventures en Allemagne et en Europe. Elle a repris le rôle de Will Mallmann avec son collègue Harry Stahl.
- Mandra Korab, indien, est en possession de sept poignards magiques avec lesquels il aide et soutient John Sinclair et ses amis, notamment dans des aventures qui se déroulent en Inde ou qui ont un lien avec la mythologie indienne.
- Myxin, est un magicien du vieux continent Atlantis qui vit aujourd'hui dans un petit univers parallèle et refuge proche de Stonehenge. Il aide John Sinclair dans ses aventures qui ont un lien avec la mythologie du vieux continent et est devenu son ami bien qu'ayant été du côté sombre dans le passé.
- Kara, une magicienne du vieux continent Atlantis, vit au même endroit que Myxin. Elle est en possession de l'épée d'or et a des puissances en lien avec la téléportation.
- Der eiserne Engel (l'ange de fer) est un personnage de la mythologie d'Atlantis en lien avec les sept grands Dieux du continent. Il vit avec Myxin et Kara.
- Sedonia est le dernier personnage du vieux continent Atlantis qui vit avec Myxin, Kara et l'ange de fer.
- Abbé Bloch est le chef de l'ordre du Temple et possède le Dé du Salut et la Shaise des Ossements. Il se fait assassiner.
- Godwin de Salier est le nouveau chef de l'ordre du Temple et reprend l'héritage de l'abbé Bloch.
- Maxine Wells, vétérinaire, vit avec son enfant adoptif, transformé magiquement par un scientifique fou, à Dundee en Écosse.
- Roter Ryan (Ryan Le Rouge), vit sur le pays des miracles Aibon et a en sa possession une flûte magique.
- Chef Inspector Tanner est un collègue de John Sinclair qui travaille pour la police à Londres. Son personnage est un hommage à Columbo. Il considère les activités et missions magiques de John Sinclair et ses amis souvent comme des folies dont il ne veut rien savoir.
- Lady Sarah Goldwyn (appelée la grand-mère de l'horreur), héberge la détective Jane Collins et possède une énorme bibliothèque avec des œuvres et de la littérature magique. Avec ses connaissances, elle aide souvent John Sinclair et ses amis. Elle se fait assassiner plus tard et Jane Collins obtient sa charge.
- Yakup Yalcinkaya, un jeune Turc, est devenu un membre de l'ordre du Shaolin et vit dans un monastère bouddhiste proche de San Francisco. Il possède plusieurs armes magiques et assiste John Sinclair dans son combat contre son ennemi principal et héréditaire, le démon japonais Shimada qui réussit à faire assassiner Yakub.
- Frantisek Marek, Roumain, combat les vampires de la Roumanie avec John Sinclair. Lorsqu'il se fait mordre et se transforme, John Sinclair est obligé de tuer son ami malgré lui.
- Justine Cavallo, une jeune vampire intelligente, belle et rusée, a quitté le côté noir pour rester neutre dans le combat entre les deux grandes puissances du bien et du mal. De temps en temps, elle aide l'équipe autour de John Sinclair, si cela est utile pour elle. Elle réside dans l'ancienne maison de Lady Sarah Goldwin avec Jane Collins[1].

### Alliés du mal (adversaires de l'équipe de John Sinclair)
- Lucifer, personnification du mal absolu, est l'un des ennemis principaux de l'équipe de John Sinclair. Il est présenté sous trois apparences. Premièrement, le personnage d'Asmodis, le seigneur de l'enfer, deuxièmement, Baphomet, le maître de L'ordre du Temple maudit et troisièmement Beelzebub, qui s'occupe spécialement des zombies.
- Asmodina est la fille d'Asmodis, la fille du diable. Elle se fait tuer par John Sinclair avec son boomerang magique.
- Wikka est devenue la seigneure des sorcières grâce à Asmodis. Elle se fait bannir par le démon Arkonada, lorsqu'elle se fait emprisonner par lui.
- Les créatures de la noirceur sont des servants directs de Lucifer. Ils vivent en cachette sur la planète Terre et ont souvent une deuxième apparence : gorilles ou sauriens.
- Lilith est la maîtresse de Lucifer, la première prostituée des cieux et la seigneure des sorcières.
- Docteur Tod, le docteur de la mort, était le premier adversaire principal de John Sinclair et fondateur de la ligue des morts. Après son suicide, son esprit est incorporé dans celui du chef de la mafia de Londres, Solo Morasso, qui avait été assassiné peu avant. L'équipe de John Sinclair réussit finalement à le vaincre et le tuer.
- Der Schwarze Tod (la Mort Noire), est un démon puissant qui a tué la femme de l'inspecteur Will Mallmann et qui s'est ensuite fait tuer par John Sinclair et son boomerang magique. Il renaît plusieurs années après, mais se fait encore vaincre et tuer par l'équipde John Sinclair.
- Les Grands Vieux sont les six dieux maudits d'Atlantis. À part du Spuk, ils se font tuer lors d'une bataille énorme de plusieurs épisodes par John Sinclair et de nombreux autres participants. Les six dieux étaient Kalifato, Gorgos, Krol, le frère ainé de l'ange de fer, Hermator et le Spuk qui a conclu une sorte d'armistice avec l'équipe de John Sinclair.
- Belphégor est un démon et magicien en possession d'un fouet enflammée. Il se fait tuer par l'ange de fer.
- La ligue des morts, fondé par le Docteur Tod, est composée par Tokata, le samouraï du diable, Lupina[2], la reine des loups-garous, Vampiro-del-mar, l'empereur des vampires, Xorron, le seigneur des goules et zombies, Monsieur Mondo, un scientifique, Pamela Scott, une ancienne terroriste et vampire et Viola Mandini, une simple criminelle. Tous les membres se font vaincre et tuer peu à peu par l'équipe de John Sinclair[3].
- Fenris, le nouveau seigneur des loups-garous est un ancien Dieu germanique.
- Mandragoro, le démon de la nature et de l'environnement, essaie de protéger et de se servir en même temps de la nature. Il est plutôt neutre dans la bataille entre le bien et le mal, mais décide de tuer, si cela lui semble nécessaire[4],[5].
- Dracula II, autrefois Will Mallmann, veut transformer la planète Terre en un empire de vampires. Grâce à la possession de la pierre de sang, il est quasiment devenu invincible.
- Assunga est la nouvelle seigneure des sorcières. Ancienne fois, elle était la partenaire de Dracula II.
- Saladin est un hypnotiseur diabolique qui aide la Mort Noire et plus tard Dracula II avant d'être tué par John Sinclair.
- Vincent van Akkeren, un ancien acteur de films d'horreur, voulait devenir le seigneur de l'ordre du Temple maudit et s'est fait plusieurs alliés pour accomplir ses tâches. Après qu'il s'était transformé en un vampire, il se fait tuer par la Mort Noire.
- Belial est l'ange des mensonges et le garde du corps de Lucifer. Après s'être allié avec la Mort Noire, il se tuer par les quatre archanges.